# Casbah (Band)
Casbah ist eine japanische Thrash-Metal-Band aus Funabashi, Präfektur Chiba.

## Hintergrund
Die Band wurde im Oktober 1983 von dem Sänger Taka Hatori und dem Gitarristen Nariaki Kida gegründet und spielte Thrash Metal im Stil von Slayer und Exodus.
In den Folgejahren wurde der Gitarrist erst durch Nariaki Kida und dann Ryo Murayama ersetzt, der Sänger blieb bei der Band. Hinzu kamen der Bassist Kouichi Mitani, der später durch Takatoshi „Tabo“ Kodaira ersetzt wurde, sowie der Schlagzeuger Takashi Usui, dem Suguru Kobayashi folgte.
Das Album Barefooted on Earth erschien 1999 bei Roadrunner Records und bekam zwei Single-Auskopplungen.

## Diskografie
- 1986: Russian Roulette (Single)
- 1987: Infinite Pain (Demo)
- 1989: Demo ’89 (Demo)
- 1991: The Cloning (Demo)
- 1992: Swan Song (Demo)
- 1994: March of the Final Decade (Demo)
- 1997: Bold Statement (Album, Roadrunner Records)
- 1998: Dinosaurs (Kompilation, Roadrunner Records)
- 1999: Barefooted on Earth #1 (Single, Roadrunner Records)
- 1999: Barefooted on Earth #2 (Single, Roadrunner Records)
- 1999: Barefooted on Earth (Album, Roadrunner Records)
- 2005: Russian Roulette: No Posers Allowed 1985-1994 (Kompilation, Pid)
- 2006: Infinite Pain ~ Official Bootleg 1985-2006 (Kompilation, B.T.H.)
- 2006: Skull Smash 21st Century ~ Behind Yoke Systems Vol. 14 (Split-DVD/-Video)
- 2015: Reach Out (Album, B.T.H.)